# 槟城珍珠沙滩度假酒店

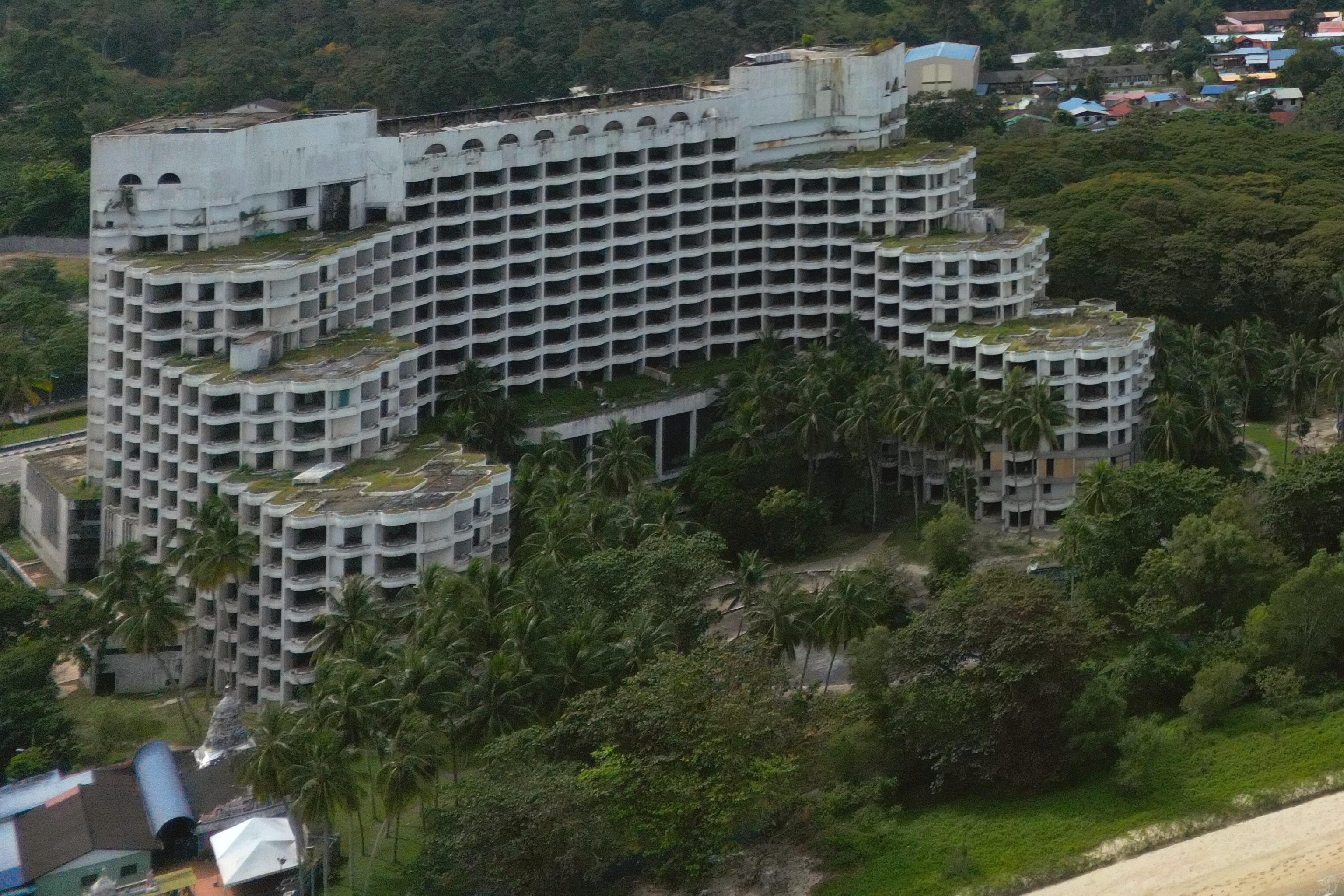
废弃的槟城珍珠沙滩度假酒店（摄于2024年1月）

槟城珍珠沙滩度假酒店（英語：Penang Mutiara Beach Resort），是一家已废弃的豪华酒店，位于马来西亚槟城直落巴巷。建于1987年，并于1988年9月16日开业。2006年3月27日停业至今。该酒店所有权属于Tradewinds Corp Bhd。著名到访者包括雪兰莪苏丹沙拉胡汀·阿都阿兹沙和前首相马哈迪·莫哈末。